# Adel Sabri
Ahmed Adel Sabri (in arabo أحمد عادل صبري‎?; 12 febbraio 1935 – 13 settembre 2011) è stato un cestista e allenatore di pallacanestro egiziano.

## Carriera
Da giocatore ha vestito la maglia della propria Nazionale dal 1947 al 1965, disputando i Mondiali del 1959. Successivamente ha allenato varie squadre egiziane, ed ha guidato l'Egitto dal 1985 al 1997 e dal 2001 al 2003.